# Požega (Kroatien)
Požega [ˈpɔʒɛɡa] (deut. Poschegg, ung. Pozsega) ist eine Stadt in der im Osten Kroatiens gelegenen Region Slawonien mit 26.248 Einwohnern (2011). Seit 1997 ist die Stadt Sitz des katholischen Bistums Požega.

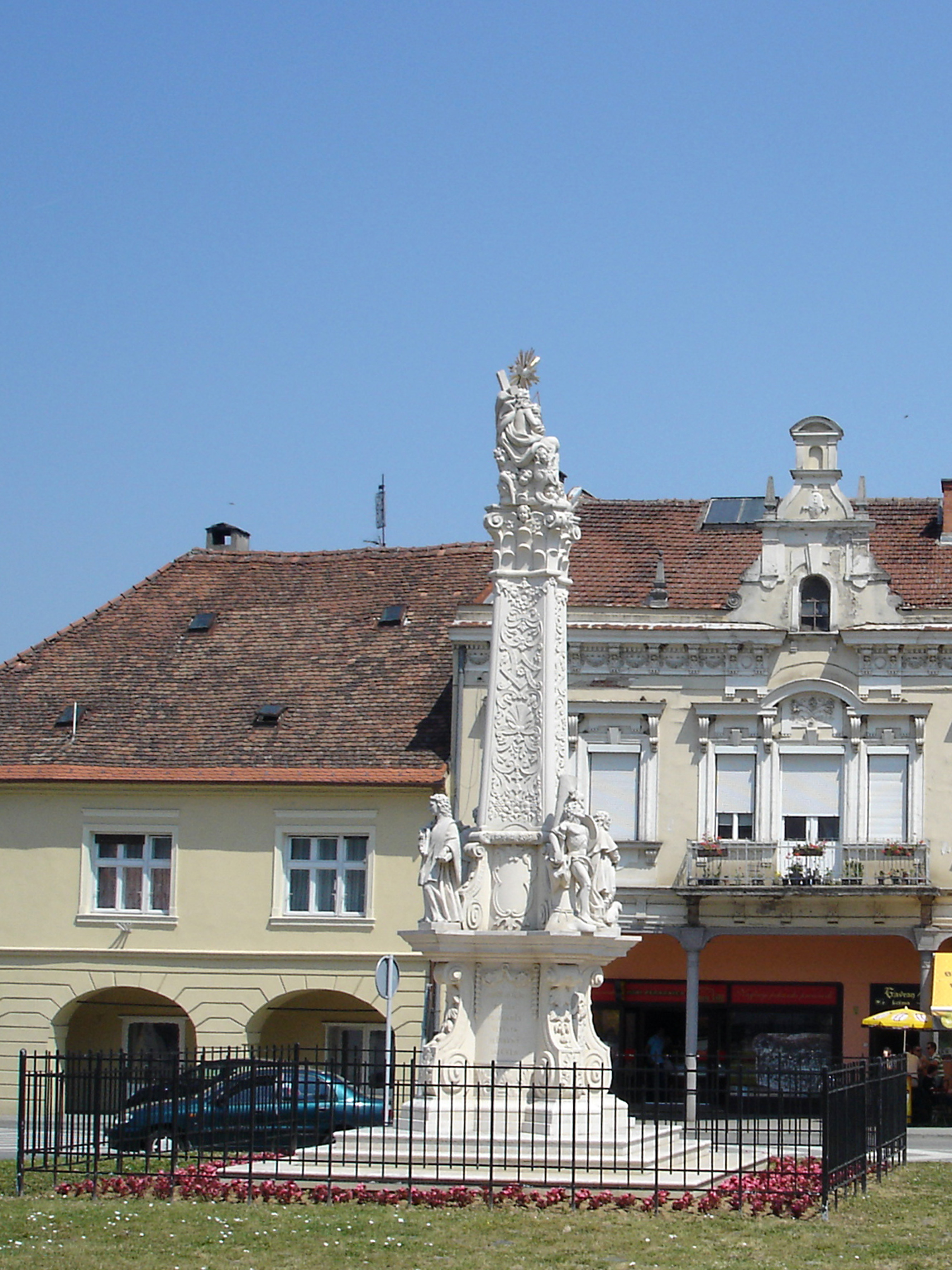
Dreifaltigkeitssäule auf dem Dreifaltigkeitsplatz in Požega

## Geographische Lage
Der Ort liegt etwas nordwestlich von Slavonski Brod in der Gespanschaft Požega-Slawonien in 152 m Höhe im Požega-Kessel, der in römischen Zeiten Vallis aurea (goldenes Tal) genannt wurde. Durch den Ort fließt die Orljava, ein Nebenfluss der Save.

## Stadtbild
Besonders reizvoll ist der zentrale Stadtplatz, an dem eine ganze Reihe von Sehenswürdigkeiten liegen und der als eines der schönsten Platzensembles Kroatiens gilt. Hier finden sich die Heiliggeistkirche, ein Franziskanerkloster, das Rathaus sowie eine Pestsäule von 1749.

## Kultur
Die Stadt ist auch für ihre zahlreichen Feste und Veranstaltungen bekannt. Im März wird das St.-Gregor-Fest (Grgurevo) mit dem Abschuss von Mörser- und Kanonenfeuer begangen, das den Kampf gegen die Osmanen symbolisiert. Im Mai finden regelmäßig ein Kurzfilmfestival sowie die nationale kroatische Hundeschau statt. Im Juni wird die Sonnenwendfeier begangen, gefolgt von der Kuleniade, bei der zahlreiche lokale Spezialitäten (Kulenwurst, Weine) angeboten werden. Ebenfalls im Sommer finden die überregional bekannten Automobil- und Motorradrennen auf der Rennbahn von Glavica statt. Im Oktober gibt es ein Fischfest, außerdem werden der Tag der Stadt und das Fest der Stadtpatronin, der heiligen Theresa von Ávila, sowie Orgelkonzerte begangen.

## Geschichte

### Mittelalter und Türkenherrschaft
In der Römerzeit gehörte die Gegend zur Provinz Pannonien; im Zuge der Völkerwanderung zogen dann erst die Goten und nach ihnen die Langobarden von der mittleren Donau kommend Richtung Italien, ehe sich im 6. bis 7. Jahrhundert südslawische Kroaten ansiedelten. Ende des 9. Jahrhunderts fielen schließlich die Ungarn in die pannonische Ebene ein und nahmen auch Slawonien in Besitz. Erstmals urkundlich erwähnt wird Požega 1227. Es spielte aufgrund seiner strategischen Lage frühzeitig eine wichtige Rolle innerhalb Slawoniens, das in Grenzlage zu den sich zwischen Ungarn und Byzanz etablierenden südslawischen Kleinreichen des Mittelalters lag. Während die Stadt von den Durchzügen der Kreuzfahrerheere entlang der Donau weitgehend unbehelligt blieb, brachen am Ende des Mittelalters mit dem Auftreten der Osmanen, die sich mit den Ungarn ständig Grenzkämpfe lieferten, unruhige Zeiten an. Mit der Niederlage der Ungarn in der Schlacht bei Mohács (1526), gut 100 km nordöstlich der Stadt, fiel auch Požega unter die Herrschaft der Türken, auch wenn die Bevölkerung weiter katholisch blieb und auch das Bistum Bestand hatte.

### Österreichische Herrschaft
1688 schließlich gelang den Habsburgern die Vertreibung der Türken aus Ungarn; fortan war die 15 km südlich von Požega fließende Save die Grenze zum weiterhin türkisch beherrschten Bosnien, während Slawonien von den Österreichern zur befestigten Grenzprovinz ausgebaut wurde, in der Wehrbauern zum Schutz vor den Türken angesiedelt wurden. Požega war zur Zeit des Königreiches Ungarn Sitz des Komitats Pozsega. Bereits 1699 erhielt Požega das erste Gymnasium der Provinz Slawonien. Zahlreiche Barockbauten prägen noch heute das Bild der Stadt. 1763 wurde eine Hochschule eingerichtet, die Academia Possegana, die allerdings nur bis 1774 Bestand hatte. Im 18. Jahrhundert kamen eine Apotheke, eine Post und eine ganze Reihe von Gewerbe- und Manufakturbetrieben hinzu. Im 19. Jahrhundert erhielt Požega den Beinamen „slawonisches Athen“; eine Vielzahl an kulturellen Vereinigungen und Einrichtungen entstanden, von denen viele bis heute überdauert haben. Zu nennen sind die Bibliothek, der Sängerchor, die Freiwillige Feuerwehr Požega, eine Druckerei und seit 1863 auch eine eigene Zeitschrift („Der Slawonier“). Der österreichisch-ungarische Ausgleich von 1867 stellte die südslawischen Kroaten nicht zufrieden, da lediglich die österreichische Fremdherrschaft von der ungarischen abgelöst wurde.

### Jugoslawische Zeit
Erst nach dem Ersten Weltkrieg gelang die Loslösung von der Habsburgermonarchie; Požega war fortan jugoslawisch. Es folgte die Zeit der Ustascha-Diktatur und die Einführung des Kommunismus unter Tito. Den Auseinanderfall Jugoslawiens 1991 überstand Požega unversehrt, auch wenn es wenig östlich um Osijek sowie beim 10 km westlich gelegenen Pakrac zu teils heftigen Gefechten mit der jugoslawischen Volksarmee (JNA) kam. Bis zur Wiedereingliederung nach Kroatien 1998 blieb das benachbarte Ostslawonien unter UN-Verwaltung; seitdem hat sich die Lage wieder normalisiert. Der serbische Bevölkerungsanteil betrug 1991 etwa 22,7 %, 2001 6,5 %.

## Infrastruktur
Die Wirtschaft der Stadt basiert zu einem großen Teil auf Dienstleistungen, insbesondere im Tourismus-Sektor, so dass es in der Stadt, auch angesichts fehlender Autobahn- und Eisenbahnanschlüsse, kaum größere Industriebetriebe gibt. Im Umland spielt auch die Landwirtschaft noch eine bedeutende Rolle.

## Söhne und Töchter der Stadt
- Antun Kanižlić (1699–1777), Barockdichter
- Antun Branko Aleksandar Pavić (1802–1853), Stadtphysicus und Schriftsteller
- Matko Peić (1923–1999), Kunsthistoriker
- Gustav Pósa (1825–1900), Rechtsanwalt und Maler Vjekoslav Babukić (1812–1875), Grammatiker und Vorkämpfer der südslawischen „illyrischen“ Bewegung im 19. Jh.
- Janko Jurković (1827–1889), Schriftsteller
- Josip Eugen Tomić (1843–1906), Schriftsteller
- Armin Pavić (1844–1914), Literaturhistoriker
- Miroslav Kraljević Senior, Romanschriftsteller der Romantik
- Friedrich Salomon Krauss (1859–1938), österreichischer Ethnologe, Sexualforscher und Slawist
- Dragutin Lerman (1863–1918), Afrikaforscher
- Miroslav Kraljević Junior (1885–1913), Maler
- Stefanie Job (1909–2002), Schönheitskönigin und Schauspielerin
- Tatjana Marusic (* 1971), kroatisch-schweizerische Video- und Installationskünstlerin
- Predrag Stojaković (* 1977), Basketballspieler
- Ivana Kindl (* 1978), Sängerin
- Anita Berisha (* 1986), Schauspielerin
- Marko Kopljar (* 1986), Handballspieler
- Ana Savić (* 1989), Tennisspielerin
- Hrvoje Jakovljević (* 1991), Fußballspieler
- Matej Mitrović (* 1993), Fußballspieler
- Leo Mikić (* 1997), Fußballspieler
- Filip Uremović (* 1997), Fußballspieler